# Моргунов, Никита Леонидович
Ники́та Леони́дович Моргуно́в (род. 29 июня 1975, Новокузнецк, СССР) — российский баскетболист. Выступал на позициях: Центровой или Тяжёлый форвард. Заслуженный мастер спорта России. В период с 21 января 1999 года по 28 октября 2000 года 3 раза подписывал контракт с клубом НБА «Портленд Трэйл Блэйзерс», однако в НБА Моргунов не провёл ни одного матча.

## Достижения
- Четырёхкратный чемпион России: 1993/1994, 1994/1995, 1995/1996, 1996/1997.
- Серебряный призер чемпионата России: 2007/2008.
- Обладатель Кубка России по баскетболу: 2008.
- Серебряный призер чемпионата Литвы 1998
- Чемпион Европы: 2007.
- Серебряный призер чемпионата мира по баскетболу: 1998
- Заслуженный мастер спорта России

## Статистика
| Сезон | Команда        | Лига           | GP | GS | MPG  | FG%  | 3P%  | FT%   | RPG | APG | SPG | BPG | PFL | TOV | PPG |
| --- | -------------- | -------------- | -- | -- | ---- | ---- | ---- | ----- | --- | --- | --- | --- | --- | --- | --- |
| 2001/02 | ЦСКА           | Евролига       | 3  | 1  | 32,3 | 38,1 | 12,5 | 66,7  | 5,3 | 1,0 | 1,3 | 1,3 | 1,3 | 1,7 | 7,7 |
| 2003/04 | Македоникос    | Кубок Европы   | 12 | 7  | 20,3 | 42,7 | 21,4 | 60,9  | 4,7 | 1,1 | 0,3 | 0,7 | 2,4 | 0,9 | 8,9 |
| 2007/08 | Химки          | Кубок Европы   | 7  | 0  | 8,3  | 36,8 | 20,0 | 100,0 | 1,4 | 0,6 | 0,6 | 0,1 | 1,1 | 0,3 | 2,4 |
| Всего | Всего          | Всего          | 22 | 8  | 18,1 | 41,1 | 18,5 | 63,2  | 3,7 | 0,9 | 0,5 | 0,6 | 1,9 | 0,8 | 6,7 |
| В Кубке Европы | В Кубке Европы | В Кубке Европы | 19 | 7  | 15,9 | 41,7 | 21,1 | 62,5  | 3,5 | 0,9 | 0,4 | 0,5 | 1,9 | 0,7 | 6,5 |
| Наведите курсор мыши на аббревиатуры в заголовке таблицы, чтобы прочесть их расшифровку Статистика приведена с сайта basketball.realgm.com |                |                |    |    |      |      |      |       |     |     |     |     |     |     |     |

## Ссылка
- Досье Никиты Моргунова
- Никита Моргунов: «Будем рубиться в удовольствие»
- Профайл Никиты Моргунова на сайт Евробаскета 2007 англ.
- Моргунов: готов играть и после 40 лет
- Моргунов: не хватает как игроков, так и тренеров